# 大山寺 (茨城県城里町)
大山寺（たいさんじ）は、茨城県東茨城郡城里町にある真言宗豊山派の寺院。

## 歴史
810年（弘仁元年）、弘法大師空海によって開山された。当初は「符貴山金剛王院妙法寺」と称していた。1457年（長禄元年）、宥阿によって中興された。その際に、現在名に改められた。
1547年（天文16年）、大山城の城主大山義勝は後継者となる男児の出産を祈願、成就したことから、江戸時代の水戸藩藩主家の水戸徳川家でも子女の出産の無事を祈願したという。そしてその評判は他の親藩諸家にも広まり、親藩諸家の子女出産の祈願も受け付けたという。これらの功績もあり、幕府からも寺領10石が与えられていた。
昭和後期より老朽化が甚だしくなったため、「弘法大師御遠忌壱千百五十年記念事業」として、本堂をはじめとする各堂宇を新改築した。

## 文化財
- 大山義勝戴書（城里町指定文化財 昭和48年1月20日指定）[4]
- 吉宗公御朱印状（城里町指定文化財 昭和55年2月23日指定）[5]
- 高根山大山寺山門（城里町指定文化財 昭和57年11月4日指定）[6]

## 交通アクセス
- 路線バス高根山入口停留所より徒歩14分。